# Gmina Union (hrabstwo Carroll, Iowa)

Położenie Gminy Union w hrabstwie Carroll

Gmina Union (ang. Union Township) – gmina w USA, w stanie Iowa, w hrabstwie Carroll. Według danych z 2000 roku gmina miała 1532 mieszkańców.